# Massimiliano d'Assia-Kassel
Massimiliano d'Assia-Kassel (Marburgo, 28 maggio 1689 – Kassel, 8 maggio 1753) è stato un nobile e generale tedesco.

## Biografia
Fu un generale maggiore dell'artiglieria imperiale, generale feldmaresciallo ed infine generale feldmaresciallo imperiale.
Nel 1723 ottenne dal padre la signoria di Jesberg, comprensiva della tenuta di Richerode. A Jesberg si fece costruire un castello in stile barocco, e fece creare per le sue figlie nella vicina Waldstück il cosiddetto "Giardino della Principessa".
Era un appassionato musicista: mantenne una propria orchestra di corte e per questo si ritrovò sommerso dai debiti.
Nel 1720 sposò la principessa Federica Carlotta d'Assia-Darmstadt (1698-1777), figlia del langravio Ernesto Luigi d'Assia-Darmstadt, come segno della rinnovata armonia tra Assia-Kassel e Assia-Darmstadt. Da ambedue le famiglie venne considerato con fastidio il dispendioso stile di vita condotto dalla "principessa Max" (il nome assunto da Federica Carlotta dopo il suo matrimonio).

## Figli
- Carlo (Kassel, 30 settembre 1721 - 23 novembre 1722)
- Ulrica Federica Guglielmina (Kassel, 31 ottobre 1722, Eutin, 28 febbraio 1787) sposò nel 1752 il duca Federico Augusto I di Oldenburg, e fu la madre di Edvige Elisabetta Carlotta di Holstein-Gottorp, regina di Svezia.
- Cristina Carlotta (Kassel, 11 febbraio 1725 - 4 giugno 1782), divenne il 17 aprile 1765 canonichessa del convento di Herford, ed 12 luglio 1766 coauditrice della badessa di Herford
- Maria (Kassel, 25 febbraio 1726 - 14 marzo 1727)
- Guglielmina (1726 - 1808) sposò, nel 1752 il principe Enrico di Prussia
- Un figlio nato morto (Kassel, ottobre 1729)
- Elisabetta Sofia Luisa (Kassel, 10 novembre 1730 - 4 febbraio 1731)
- Carolina Guglielmina Sofia (Kassel, 10 maggio 1732 - Zerbst, 22 maggio 1759), sposò nel 1753 il principe Federico Augusto di Anhalt-Zerbst

## Ascendenza
|                               |                   |                                            | Genitori                             |  |  | Nonni |  |  | Bisnonni                   |  |  | Trisnonni               |  |
|                               |                   |                                            |                                      |  |  |       |  |  | Guglielmo V d'Assia-Kassel |  |  | Maurizio d'Assia-Kassel |  |
|                               |                   |                                            |                                      |  |  |       |  |  | Guglielmo V d'Assia-Kassel |  |  | Maurizio d'Assia-Kassel |  |
|                               |                   | Agnese di Solms-Laubach                    |                                      |  |  |       |  |  | Guglielmo V d'Assia-Kassel |  |  |                         |  |
| Guglielmo VI d'Assia-Kassel   |                   |                                            |                                      |  |  |       |  |  | Guglielmo V d'Assia-Kassel |  |  |                         |  |
|                               |                   | Amalia Elisabetta di Hanau-Münzenberg      | Filippo Luigi II di Hanau-Münzenberg |  |  |       |  |  |                            |  |  |                         |  |
|                               |                   | Amalia Elisabetta di Hanau-Münzenberg      | Filippo Luigi II di Hanau-Münzenberg |  |  |       |  |  |                            |  |  |                         |  |
|                               |                   | Amalia Elisabetta di Hanau-Münzenberg      | Caterina Belgica di Nassau           |  |  |       |  |  |                            |  |  |                         |  |
| Carlo I d'Assia-Kassel        |                   | Amalia Elisabetta di Hanau-Münzenberg      |                                      |  |  |       |  |  |                            |  |  |                         |  |
|                               |                   | Giorgio Guglielmo di Brandeburgo           | Giovanni Sigismondo di Brandeburgo   |  |  |       |  |  |                            |  |  |                         |  |
|                               |                   | Giorgio Guglielmo di Brandeburgo           | Giovanni Sigismondo di Brandeburgo   |  |  |       |  |  |                            |  |  |                         |  |
|                               |                   | Giorgio Guglielmo di Brandeburgo           | Anna di Prussia                      |  |  |       |  |  |                            |  |  |                         |  |
| Edvige Sofia di Brandeburgo   |                   | Giorgio Guglielmo di Brandeburgo           |                                      |  |  |       |  |  |                            |  |  |                         |  |
|                               |                   | Elisabetta Carlotta del Palatinato         | Federico IV del Palatinato           |  |  |       |  |  |                            |  |  |                         |  |
|                               |                   | Elisabetta Carlotta del Palatinato         | Federico IV del Palatinato           |  |  |       |  |  |                            |  |  |                         |  |
|                               |                   | Elisabetta Carlotta del Palatinato         | Luisa Giuliana di Nassau             |  |  |       |  |  |                            |  |  |                         |  |
| Massimiliano d'Assia-Kassel   |                   | Elisabetta Carlotta del Palatinato         |                                      |  |  |       |  |  |                            |  |  |                         |  |
|                               | Guglielmo Kettler | Gottardo Kettler                           |                                      |  |  |       |  |  |                            |  |  |                         |  |
|                               | Guglielmo Kettler | Gottardo Kettler                           |                                      |  |  |       |  |  |                            |  |  |                         |  |
|                               | Guglielmo Kettler | Anna di Meclemburgo                        |                                      |  |  |       |  |  |                            |  |  |                         |  |
| Giacomo Kettler               | Guglielmo Kettler |                                            |                                      |  |  |       |  |  |                            |  |  |                         |  |
|                               |                   | Sofia di Hohenzollern                      | Alberto Federico di Prussia          |  |  |       |  |  |                            |  |  |                         |  |
|                               |                   | Sofia di Hohenzollern                      | Alberto Federico di Prussia          |  |  |       |  |  |                            |  |  |                         |  |
|                               |                   | Sofia di Hohenzollern                      | Maria Eleonora di Jülich-Kleve-Berg  |  |  |       |  |  |                            |  |  |                         |  |
| Amalia di Curlandia           |                   | Sofia di Hohenzollern                      |                                      |  |  |       |  |  |                            |  |  |                         |  |
|                               |                   | Giorgio Guglielmo di Brandeburgo           | Giovanni Sigismondo di Brandeburgo   |  |  |       |  |  |                            |  |  |                         |  |
|                               |                   | Giorgio Guglielmo di Brandeburgo           | Giovanni Sigismondo di Brandeburgo   |  |  |       |  |  |                            |  |  |                         |  |
|                               |                   | Giorgio Guglielmo di Brandeburgo           | Anna di Prussia                      |  |  |       |  |  |                            |  |  |                         |  |
| Luisa Carlotta di Brandeburgo |                   | Giorgio Guglielmo di Brandeburgo           |                                      |  |  |       |  |  |                            |  |  |                         |  |
|                               |                   | Elisabetta Carlotta di Wittelsbach-Simmern | Federico IV del Palatinato           |  |  |       |  |  |                            |  |  |                         |  |
|                               |                   | Elisabetta Carlotta di Wittelsbach-Simmern | Federico IV del Palatinato           |  |  |       |  |  |                            |  |  |                         |  |
|                               |                   | Elisabetta Carlotta di Wittelsbach-Simmern | Luisa Giuliana di Nassau             |  |  |       |  |  |                            |  |  |                         |  |
|                               |                   | Elisabetta Carlotta di Wittelsbach-Simmern |                                      |  |  |       |  |  |                            |  |  |                         |  |